# 敦德呼舒冈干
敦德呼舒冈干，另译敦达胡舒冈干，位于中国内蒙古自治区锡林郭勒盟东乌珠穆沁旗东部的一条河流，是乌兰乌苏浑迪左岸支流。发源于嘎海乐苏木托格若格希勒，自南向北流，河谷开阔，河槽浅宽，水流平缓，两岸多湖泊沼泽地，为典型的草原性河流，于满都胡宝拉格镇陶森淖尔嘎查以西约13千米流入阿尔善特诺尔，当阿尔善特诺尔水面高程超过870米时，由该湖溢出，向东北于威廷查干（山）以东流入乌兰乌苏浑迪。河长72.4千米，流域面积1174.54平方千米，河道平均比降1.36‰。干流在呼和哈丹以上为干河，以下至阿尔善特诺尔均有清水，出阿尔善特诺尔后为干沟或河床不明显，多为沼泽。